# Arturo Palito
Arturo Palito (Buenos Aires, 1903 - ibíd. 1980) fue un primer actor cómico de cine y teatro argentino.

## Carrera
Se inició en el campo de la actuación siendo muy joven. Se destacó en decenas de películas durante la época de oro del cine argentino siempre con roles de reparto, junto a directores como Daniel Tinayre y Leopoldo Torres Ríos (padre de Leopoldo Torre Nilsson). Su primer papel en la pantalla grande fue en 1937 con la comedia La virgencita de madera protagonizada por los hermanos César Ratti y Pepe Ratti. Luego se lució en  Mateo (1937) y en Un bebé de París (1941) con  Paulina Singerman. Y se despidió en 1962 en el papel de un fiel mayordomo con el film El mago de las finanzas junto a José Marrone y Juanita Martínez.
Se lo pudo ver en una producción fotográfica en un zoológico que hizo para la revista Caras y Caretas junto a la actriz y esposa de Lucas Demare, Norma Castillo, y los jóvenes actores Élida Procelli, Delia Canavery, Matilde Duberky y Quique Lami.
En teatro integró varias revistas encabezadas por primeros capocómicos como César Ratti, José Marrone y Adolfo Stray. Se inició en una revista cómica junto a Cayetano Biondo, Luis Arata y Pepe Arias en 1898. También tuvo incursión en el obras infantiles.

## Filmografía
- 1962: El mago de las finanzas.
- 1950: El seductor.
- 1949: Alma de bohemio.
- 1943: Llegó la niña Ramona.
- 1941: Un bebé de París.
- 1940: La luz de un fósforo.
- 1940: Sinvergüenza.
- 1939: Los pagarés de Mendieta.
- 1937: Mateo.
- 1937: La virgencita de madera.[3]

## Teatro
- 1932: La historia del tango: Cabalgata musical, con Gregorio Cicarelli, Mercedes Carné, Antonia Volpe, Marcos Zucker, Inés Dukase, Juan Castro Volpe. Se trataba de un recorrido por la historia del tango, dividida en varios cuadros: El tango en los primitivos portones de Palermo, La apología del tango, El tango en el barrio de las ranas, Nueva Pompeya, entre otros.
- 1935: Cuando las papas queman, comedia asainetada en tres actos. Con la Compañía de los hermanos Ratti.
- 1936; Noches de carnaval, estrenada en el Teatro Cómico con la Compañía teatral Los Ases. Cuadro original de Alberto Novión, junto a Olinda Bozán, Luisa Vehil, Rosa Catá, Malva Castelli, Delia Codebó y José Otal
- 1946: Los cien barrios porteños, con María Esther Gamas, Roberto García Ramos, Silvia Galán, Adela Morey, Héctor Gagliardi, Rafael García, Nené Cao y Amelita Vargas.
- 1947: Ya Cayó el Chivo en el Lazo, en el Teatro El Nilo con Adolfo Stray, Jovita Luna, Concepción Sánchez, Héctor Bonatti, Elena Bozán, Eduardo de Labar y Vicente Formi.
- 1947: Joven, Viudo y Oligarca Teatro El Nilo con Adolfo Stray, Jovita Luna, Concepción Sánchez, Claudio Martino, Elena Bozán, Eduardo de Labar y Vicente Formi.
- 1950: El cabo Scamione en el Teatro Astral, junto con la Compañía de José Marrone y Juanita Martínez.
- 1956: Cristóbal Colón en la Facultad de Medicina, en el Teatro Cómico con José Marrone, Juanita Martínez, Elena Conte, Mónica Grey, Roberto Miguez Montana y Aldo Kaiser.